# Григорий IV Охридски
Григорий е православен духовник, охридски архиепископ през 1691-1693 година.
Сведенията за архиепископ Григорий са оскъдни. Той е роден в Търново и преди да стане архиепископ е новопатраски митрополит. Заема охридската катедра на 9 август 1691 година. Две години по-късно продава поста си, а през 1695 година църковен събор го лишава от свещенически чин.